# NASA AD-1
NASA AD-1 nebo také Ames Dryden 1 či Rutan Model 35  bylo americké experimentální letadlo s proudovým pohonem, které posloužilo k výzkumu šikmého křídla, které také někdy bývá označované jako nůžkové křídlo. Křídlo tohoto letounu bylo umístěné na otočném čepu a během letu se mohlo otočit z konfigurace přímého křídla do polohy, kde svíralo s trupem úhel až 60 °.
Koncept otočného křídla byl oživen konstruktérem Robertem T. Jonesem, který analyzoval šikmé křídlo v aerodynamických tunelech NASA Ames Research Center. Výsledkem jeho analýz bylo zjištění, že použitím otočného křídla, by bylo možné zlepšit úsporu paliva.
Jediný vyrobený letoun je součástí sbírek Hillerova leteckého muzea v kalifornském San Carlos.

## Konstrukce
AD-1 byl letoun s proudovým pohonem o jehož pohon se starala dvojice motorů Microturbo TRS18. Každý z těchto motorů produkoval tah o statické síle 0,98 kN na úrovni hladiny moře. Ty byly připevněny k trupu letounu pomocí krátkých pylonů. Pohonné hmoty pro tyto motory se nacházely ve dvou palivových nádržích, jejichž celkový objem byl 72 galonů.
Křídlo letounu bylo spojeno s trupem pomocí valivého ložiska o průměru 14 palců. Sestava čepu byla navržena tak, aby nedošlo k odtržení křídla od trupu při selhání ložiska. O natáčení křídla se staral elektromotor spolu s převodovkou, který byl součástí čepu. Plné otočení křídla o 60 ° trvalo přibližně 20 s. Elektronické koncové spínače umožňovaly rotaci křídla v rozsahu 0 až 60 °. Mechanické koncové dorazy pak omezovaly pohyb křídla na -2 °a 62 °.
Letoun byl vybaven pevným podvozkem, který byl namontován v blízkosti trupu, aby byl snížen aerodynamický odpor.
Konstrukce letounu byla vyrobena z kompozitních materiálů, převážně pak ze sklolaminátu.
V letadle byl instalován datový systém, který data ze senzorů přeposílal pozemní přijímací stanici.

## Vznik a vývoj

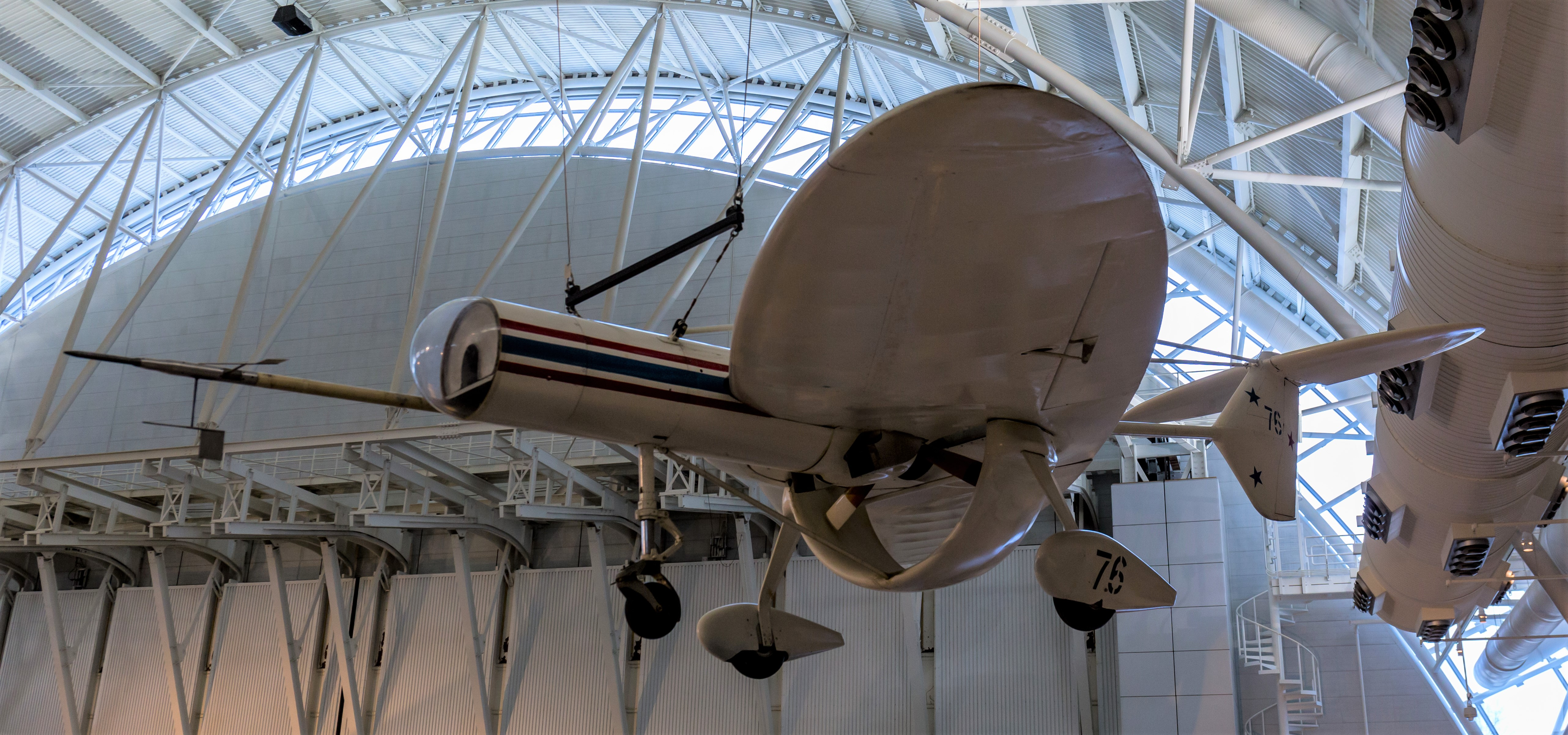
OWRPRA vystavený v muzeu National Air and Space Museum Steven F. Udvar-Hazy Center

První koncepty letadel s šikmým křídlem pochází z období 2. světové války. Byly jimi koncepty Blohm & Voss P 202 konstrukčního týmu vedeným Richardem Vogtem, případně koncept Messerschmitt Me-P-1109, který koncept letadla s šíkmým křídlem rozvinul do dvouplošné podoby.  Erich von Holst měl také na základě práce Dietricha Küchemanna sestrojit několik modelů mezi něž měly patřit i dvouplošníky s otočným křídlem.
První zmínka o výzkumu šikmého křídla na území Spojených států pochází z roku 1946, kdy John P. Campbell a Hubert M. Drake prováděli zkoušky ve větrném tunelu s konceptem šikmého křídla od Roberta T. Jonese v Langley Memorial Aeronautical Laboratory, které spadalo pod NACA.
Na tyto práce navázal bezpilotní letoun OWRPRA označovaný také jako OWRA s šikmým křídlem od Roberta T. Jonese. Letový program OWRPRA probíhal nad vyschlým dnem jezera Rosamond na Edwardsově letecké základně. Celkem mohl letoun podniknout tři lety. Tento program poskytl informace, které vedly k letovému testování pilotovaného letadla se šikmým křídlem, nazývaného AD-1.

## Specifikace (AD-1)
Technické údaje
- Posádka: 1
- Délka: 11,83 m (38,8 ft)
- Rozpětí křídla(přímé): 9,85 m (32,3 ft)
- Rozpětí křídla(60 °): 4,93 m (16,2 ft)
- Výška: 2,06 m (6,8 ft)
- Plocha křídel: 8,6 m2 (93 sq ft)
- Profil křídla:  NACA 3612-02, 40[15]
- Prázdná hmotnost: 658 kg (1 451 lb)
- Vzletová motnost: 973 kg (2 145 lb)

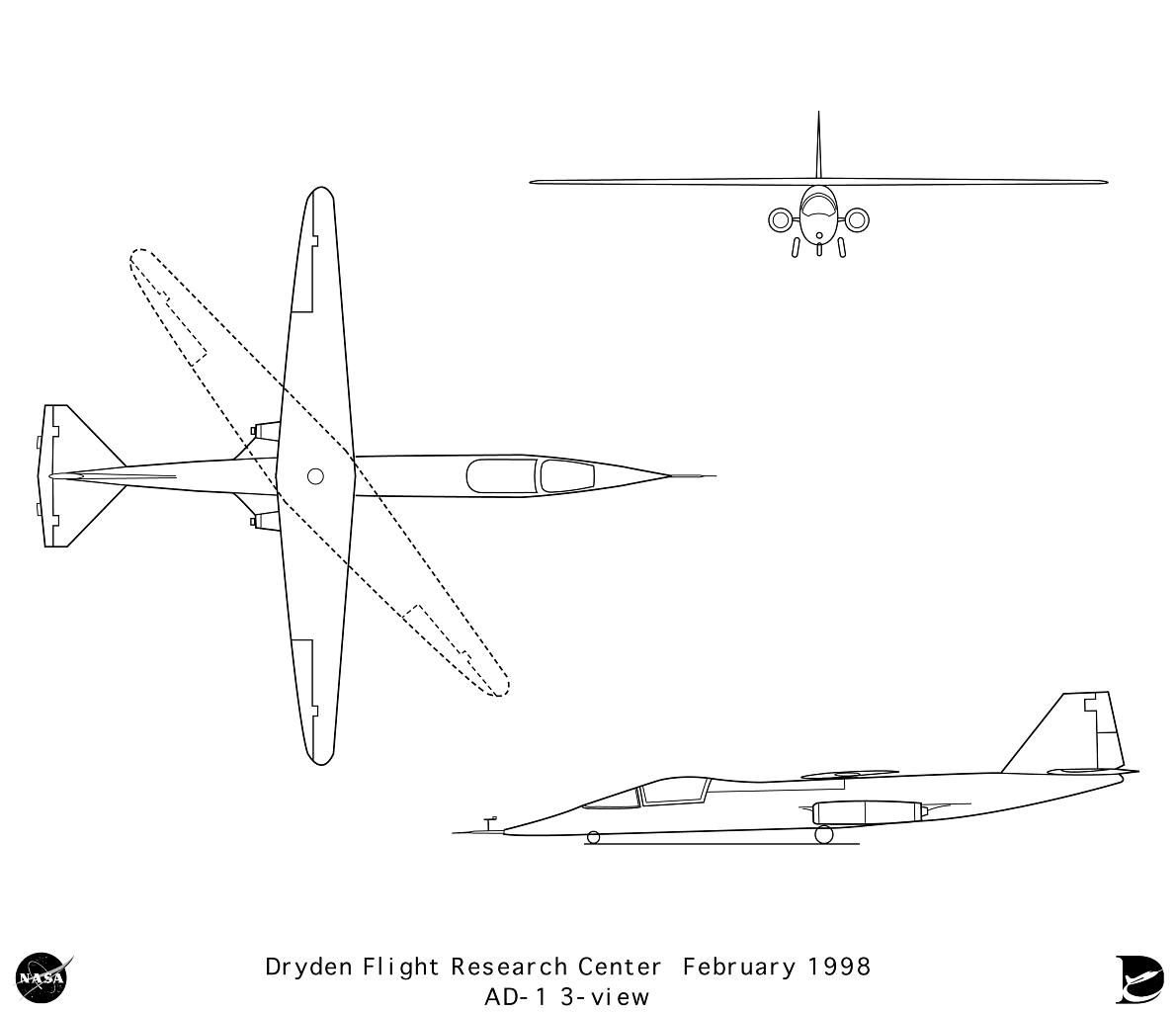

- Pohonná jednotka:  2 ×  proudový motor Microturbo TRS 18, každý o tahu 0,98 kN

Výkony
- Maximální rychlost: 320 km/h (200 mph)
- Dostup: 3 658 m (12 001 ft)